# Vogue (Madonna-dal)
A Vogue című dal az amerikai énekesnő, Madonna első kimásolt kislemeze második I’m Breathless című filmzenei albumáról. A dal 1990. március 20-án jelent meg a Sire Records kiadásában. Madonnát olyan divatos táncosok és koreográfusok ihlették, mint Jose Gutierez Xtravaganza és Luis Xtravaganza a Harlemi "House Ball" közösségből, akik a táncforma eredeti "Vogueing"-et mutatták be neki a New York-i Sound Factory klubban. A „Vogue” tartalmaz egy beszélt részt is, melyben Madonna felsorolja az egykori hollywoodi hírességek nevét. Lírai szempontból a dal arról szól, hogy függetlenül attól, hogy kik vagyunk, élvezzük a táncparkettet, mely az escapizmus témáját tartalmazza.
Kritikai szempontból a dalt nagyra becsülik megjelenése óta. A dalt Madonna karrierjének egyik legfontosabb elemeként említik, a dal anthemikus természetét dicsérve ezzel. Kereskedelmi szempontból a dal továbbra is Madonna legnagyobb nemzetközi slágerének számít, több mint 30 ország slágerlistájára felkerült, beleértve Ausztráliát, Kanadát, Japánt, és az Egyesült Királyságot, valamint az Egyesült Államokat. 1990-ben a „Vogue” a világ legkeresettebb kislemezévé vált, az eladott 6 millió példányszámával.
A „Vogue” zenei videóját David Fincher rendezte, és fekete-fehérben készült, mely az 1920-as évek, és az 1930-as évek inspirációját veszi át. Madonna és táncosai különféle koreográfiai mozdulatokra táncolnak. A videót a különböző kritikusok listáin, és közvélemény kutatásain minden idők egyik legnagyobb rangsorolású videójaként tartják számon. Az összesen 9 jelölés közül három díjat nyert az 1990-es MTV Video Music Awards-on.
Madonna a dalt hat turnén adta elő. Először az 1990-es MTV Video Music Awards-on, és a Super Bowl XLVI félidejében. A dal szerepelt Az ördög Pradát visel című filmben is, valamint a Glee sorozatában a "The Power of Madonna" epizódjában. Az írók és kritikusok megjegyezték a videó és a dal befolyásához fűződő underground szubkultura többségi populáris kultúra posztmodern jellegét, erejét, és befolyását, valamint azt, hogy mennyire lesz elterjedt ez az új trend a közönség körében.

## Előzmények és felvétel

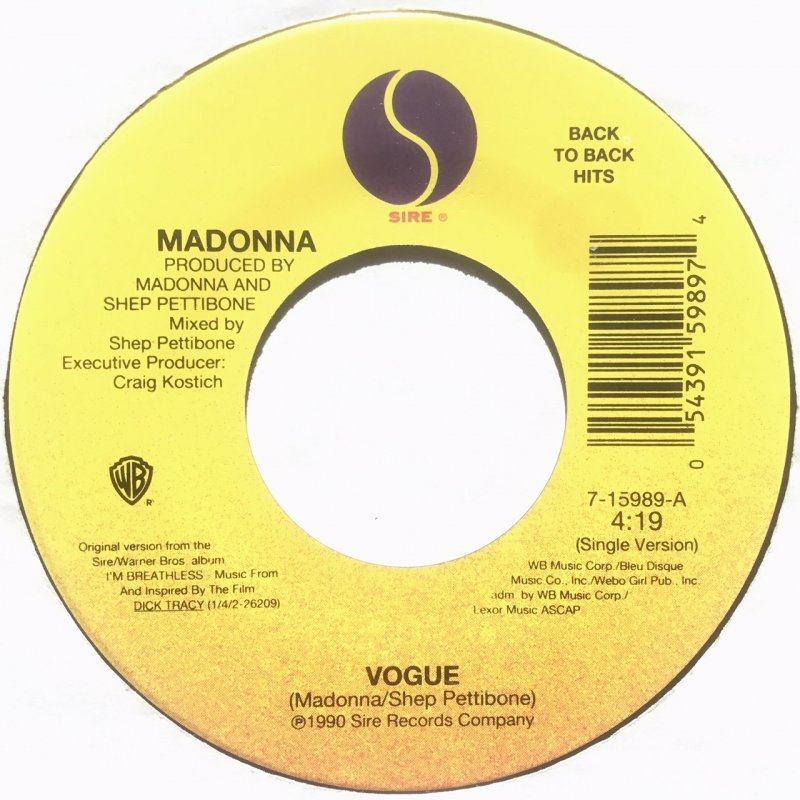
A "Vogue" amerikai kislemez kiadása

Shep Pettibone producer számos remixet készített már Madonnának, valamint részt vett a Like a Prayer című dal munkálataiban is. A Warner Music tánczenei vezetője Craig Kostich felkereste Pettibone-t egy új dal gondolatával, Madonnának. Pettibone visszaemlékezett arra, hogy a „Vogue” gyorsan és alacsony költségvetésből jött létre. A dalt két hét alatt írták, és rögzítették 5000 dolláros költségvetéssel, majd megmutatták Madonnának, aki megírta a dalszövegeket, és elkészítette a dalt.
Madonna, aki éppen befejezte a Dick Tracy filmet, és annak filmzenei munkálatait, New Yorkba repült, hogy felvegye a dal énekét egy kis alagsorban, egy szekrényből átalakított kabinban rögzítve egy 24 sávos keverőn a West 56th utcában. Pettibone szerint Madonna hatékony volt a felvételek közben, gyorsan nyomon követte a dalszöveget, és a kórus éneket. Pettibone javaslatot tett egy rap betétre a dalban, amely kitöltené a dal egy részét. Ő javasolta a klasszikus filmsztárok nevének felsorolását is, így Madonna és ő gyorsan elkészítették a nevek listáját, és azonnal fel is vették. Pettibone szintén elkészítette a dal ének kódját az ("Ooooh, you've got to, let your body move to the music") címűt. Miután Madonna visszatért Los Angelesbe, Pettibone a dalhoz még zongora kíséretet adott hozzá, és megváltoztatta a basszust, hogy megfeleljen az énekhez. A kész dalt megmutatták a Warner kiadónak, mindössze Kostich felvetése után három héttel.
Madonna szándéka a Keep It Together című dal megjelenése volt, de miután az új dalt bemutatták a Warner Bros. vezetőinek, úgy döntöttek, hogy a „Vogue” együttesként kerül kiadásra. Noha a dalnak semmi köze nem volt a Dick Tracy-hez, mégis felkerült az "I'm Breathless" című filmzene albumra. Madonna megváltoztatta a szuggesztív dalszövegeket, mert a dal a zene felvételével kapcsolódott a Disney filmhez. 

## Összetétel
A „Vogue” egy house stílusú dal diszkó befolyással. Az AllMusic kritikusa Stephen Thomas Erlewine megjegyezte, hogy a dalban deep house elemek is vannak. Mark Coleman a Rolling Stone magazinból dobogó ütemű dalnak minősítette a dalt. A dal hátterében salsa stílusú soul hangminták is vannak, melyek az 1982-es Salsoul Orchestra "Ooh I Love It (Love Break) című dalából származnak. Ennek felhasználása végett később pert indítottak.
J. Randy Taraborelli a Madonna: An Intimate Biography című könyvében a dalt lüktető táncdalnak nevezte. Az Alfred Publishing által a Musicnotes.com oldalon megjelent kották szerint a dal A-dur kulcsban íródott, mely 116 BPM / perc ritmusú. Madonna énekhang tartománya C 4-től E-ig terjed. Lírai módon a dal az escapizmus témájával foglalkozik, és arról szól hogy bárki élvezheti saját magát. A dal középső szakaszában a rapbetétben Madonna számos "aranykorú" hollywoodi hírességre utal.
A dal rap betétje 16 híres régi hollywoodi filmsztár nevét tartalmazza, akik az 1920-as évek és az 1950-es évek között voltak sikeresek. A szövegben a megemlítés sorrendje a következő: Greta Garbo , Marilyn Monroe, Marlene Dietrich , Joe DiMaggio , Marlon Brando , Jimmy Dean , Grace Kelly , Jean Harlow , Gene Kelly , Fred Astaire , Ginger Rogers , Rita Hayworth , Lauren Bacall , Katharine Hepburn , Lana Turner és Bette Davis. A dalban említett filmcsillagok közül tíz (nevezetesen Davis, Dean, Dietrich, DiMaggio, Garbo, Harlow, Rogers, Turner és mindkét Kellys) 3750 dolláros jogdíjat kaptak, amikor Madonna előadta a "Vogue"-t a Super Bowl XLVI félidejében 2012-ben, mert képeiket felhasználták az előadás alatt. Ebben az időben Lauren Bacall élt még, aki 2014-ben halt meg 89 éves korában.
Madonna és Pettibone ellen 2012 júniusában a VMG Salsoul pert indított, mely szerint a Salsoul Orchestra zenekar 1976-os dalának a "Love Break"-nek hangmintáit használták fel a dalban. A bíróság Madonna javára döntött, és megállapította, hogy nincs az az észszerű közönség, amely képes megkülönböztetni a dal hangmintáiban lévő részeket, mivel ezek a „Vogue” szempontjából jelentéktelenek voltak. Ezt a határozatot a 9. kerületi felsőbb bíróság is megerősítette.

## Kritikák
A „Vogue”-t megjelenésekor a zenekritikusok dicsérték. Az AllMusic kritikusa Stephen Thomas Erlewine azt állította, hogy a dal Madonna legszebb egyetlen pillanata volt, melynek emlékezetes a dallama. A The Immaculate Collection elemzése során Stephen Thomas Erlewine azt állította, hogy a dal „karcsú” és „elegáns”. Jose F. Promis szintén az Allmusic-tól azt állította, hogy a "Vogue" egy "koronázandó művészeti eredmény". Az "I'm Breathless" album elemzése során Mark Coleman a Rolling Stone-tól azt írta, hogy bár a dal kezdetben gyengének hangzott, Sal Cinquemani a Slant magazintól azt állította, hogy az óriási befolyással bíró dal kezdetben nagyjából helytelennek hangzott, kiderült, hogy a megfelelő befejezés számára, ami lélegzet elállító. Jim Farber az Entertainment Weekly-től az I"m Breathless album hallgatása során azt mondta, hogy az albumon a "Vogue" az egyetlen fényes pont. J. Randy Taraborrelli a Madonna: An Intimate Biography írója egy funky himnusznak írja le a dalt, mely a "voguing" művészetét ünnepli, valamint a dal rap szakasza továbbra is a legnagyobb pillanata a dalnak.
2003-ban Madonna rajongóit felkérték, hogy szavazzanak a Q magazin által minden idők Top 20-as Madonna dalára. A "Vogue" a 14. helyezést érte el. 2007-ben a VH1 90-es évek legnagyobb dalainak listáján az 5. helyen szerepelt a dal, valamint a 100 legnagyobb táncdal listán a 3. lett. A "Vogue" ezen felül számos elismerést kapott. A dal megnyerte az 1991. évi Juno díjat a legkelendőbb nemzetközi kislemez kategóriában, valamint az amerikai zenei díjátadón a kedvenc dance kislemez kategóriában is zenei díjat kapott. A dal a Reader's Poll Awards díjkiosztón a legjobb kislemez kategóriában nyert. A The Village Voice szavazása alapján a 4. legjobb dal volt.

## Sikerek
A „Vogue” a megjelenés után első helyezés volt több mint 30 országban, mely Madonna akkori legnagyobb slágere lett. Ez volt 1990-ben a legkelendőbb kislemez, több mint kétmillió eladást produkálva. Világszerte pedig több mint hatmillió példányt értékesítettek. Az Egyesült Államokban a rádiók és az értékesítési kereslet, valamint a dalhoz kapcsolódó népszerű videoklip 1990 április 14-én a 39. heyezett volt a legnépszerűbb videók között. A dal az amerikai Billboard Hot 100-as listán első helyezés volt 1990. május 19-én, kiszorítva ezzel Sinéad O’Connor "Nothing Compares 2U" című dalát. A dal a Hot Dance Club Play listán is az első helyezés volt, és két hétig maradt ebben a pozícióban. 1990. június 28-án az Amerikai Hanglemezgyártók Szövetsége a dalt dupla platina minősítéssel díjazta a 2.000.000 eladott példányszám alapján. A mai napig ez Madonna legkelendőbb fizikai kislemeze az országban. A digitális értékesítés 2005-ben kezdődött, és további 311.000 digitális letöltést eredményezett a Nielsen SoundScan felmérése szerint.
A Vogue hatalmas siker volt Európában, azáltal, hogy nyolc egymást követő héten keresztül slágerlistás helyezett volt az Eurochart Hot 100-as kislemezlistán. Az Egyesült Királyság kislemezlistáján szintén első helyezett volt, legyőzve ezzel a Snap! "The Power" című dalát. Ebben a pozícióban négy hétig volt helyezett. Az országban a 7, 12, CD és kazettás kiadások mellett a kiadó négy korlátozott kiadást is megjelentetett. Egy 12" inches vinyl lemezt az 1980-as évek face poszterrel, illetve szintén egy 12-es vinyl lemezt egy "X-besorolású" poszterrel, és egy extra remixeket tartalmazó 7 és 12 inches picture disc-et. A hivatalos adatok szerint a kislemezekből 505.000 példányt értékesítettek, mellyel a 11. legnagyobb eladásokat produkáló kislemez lett. A Keep It Together dupla A oldalas kiadványon a "Vogue" is szerepelt, mely felkerült az ausztrál ARIA slágerlistára is, ahol top helyezés volt öt héten keresztül.

## Videóklip

### Előzmények
A videót David Fincher rendezte, melyet a The Burbank Stúdióban készítettek 1990 februárjában, a kaliforniai Burbankon. A videót egy nagyszabású válogatás előzte meg, ahol több száz különféle táncos jelent meg.
A fekete-fehér formátumú klip emlékeztetett a régi hollywoodi filmek fekete-fehér képkockáihoz, mely Tamara de Lempicka art deco művész alkotásainak felhasználásával készült. A jelenetek egy része Horst P. Horst fotó által készített fényképek újrahasznosítása, köztük a híres Mainbocher fűző, az 1940-es "Lisa with Turban" és a Carmen Face Massage (1946) fotósorozatok képeiről. Horst állítólag elégedetlen volt Madonna videójával, mert soha nem engedélyezte fényképei felhasználását, és nem kapott elismerést Madonnától. Néhány közeli képen olyan filmsztárok portréi elevenednek meg, mint Marilyn Monroe, Bette Davis, Veronica Lake, Greta Garbo, Marlene Dietrich, Katharine Hepburn, Judy Garland és Jean Harlow. Ezen túlmenően több filmcsillag nevét ellenőrizték a dalszövegben. Számos híres hollywoodi portré fotós, akinek stílusa, és művei megjelentek a klipben, úgy mint George Hurell, Eugene Robert Richee, Don Angol, Whitey Shafer, Ernest Bachrach, Scotty Melbourne, Willinger Laszlo, és Charence Sinclair Bull.
A videóban látható táncosok, a közelgő Blond Ambition világturnén is szerepeltek, többek között Donna De Lory , Niki Harris , Luis Xtravaganza Camacho, Jose Gutierez Xtravaganza , Salim Gauwloos, Carlton Wilborn, Gabriel Trupin, Oliver Crumes és Kevin Stea. A videó koreográfiáit a "Punk Ballerina" Karole Armitage készítette. A klip 1990. március 29-én debütált az MTV-n, majd ugyanazon év november 22-én a BET nevű amerikai zenecsatornán is bemutatták. Ez volt Madonna első videója, melyet bemutattak egy afro-amerikai csatornán.
A videónak két változata ismert. A rendszeresen sugárzott televíziós zenei videó, illetve egy 12 inches remix, mely három perccel hosszabb, kibővített változat.

### Összegzés
A videó az 1920-as évek és 1930-as évek Art deco témájú fekete-fehér stílusú videója, melyben különféle szobrokat, és műalkotásokat mutatnak be, valamint láthatóak Madonna táncosai is. Emellett egy szobalány és egy komornyik jelenik meg, mely azt az érzetet kelti, hogy nagy a ház. Amikor elindul a dal táncrésze, Madonna megfordul, és a dalszövegekhez hasonlóan egy pózt vesz fel. A videó előrehaladtával a képek követik egymást, melyben fedorákkal küzdő férfiak, valamint Madonna vitatott puszta csipkeruhája, és egyéb ruhák jelenednek meg. A kórus után Madonna és táncosai divatos táncot ejtenek, és a kórus éneklése közben a táncosok utánozzák a háttérképet. Ezután Madonna különböző pózokban, és jelenetekben látható, ahol a hollywoodi filmsztárok neveit sorolja. A klip vége felé Madonna látható ikonikus kúp szerű melltartójában, melyben táncosokkal táncol.

### Fogadtatás
Az MTV a 2. helyre helyezte el a videót a 100 legnagyobb valaha készített videóklip kategóriában 1999-ben. 1993-ban a Rolling Stone magazin a videót minden idők legnagyobb videójának listáján a 8. helyre sorolta. 1999-ben szintén a Rolling Stone magazin a videót a 2. legjobb videónak nyilvánította Michael Jackson "Thriller" című videója mellett. Az MTV általi – 2006 augusztusában kiadott – 100 legjobb videó, mely megszegi a szabályokat kategóriában a csatorna az 5. helyre rangsorolta a klipet. Madonna és Fincher között ez már a harmadik klip volt, melyet ő rendezett. Az első az 1989-es Express Yourself, a második az Oh Father című klip.
A videó körül nézeteltérés merült fel egy olyan jelenet miatt, melyben Madonna mellei láthatóak a csipkeblúzon keresztül. Az MTV el akarta távolítani ezt a jelenetet, de Madonna megtagadta.
A „Vogue” videója összesen 9 jelölést kapott, melyből hármat nyert el. A legjobb rendezés, a legjobb szerkesztés, és a legjobb operatőr kategóriában. A videót az MTV a 100 legnagyobb valaha készült videó alatt a 2. helyre rangsorolta.
2019-ben a „Vogue” Madonna legnépszerűbb negyedik zenei videójává vált, amely közel négy évtizeden keresztül több mint 100 millió megtekintést ért el. A Bitch I’m Madonna, a Hung Up, és a La Isla Bonita után. Madonna volt a történelem első női művésze, aki elérte ezt a mainstream korszakban.

## Élő előadások

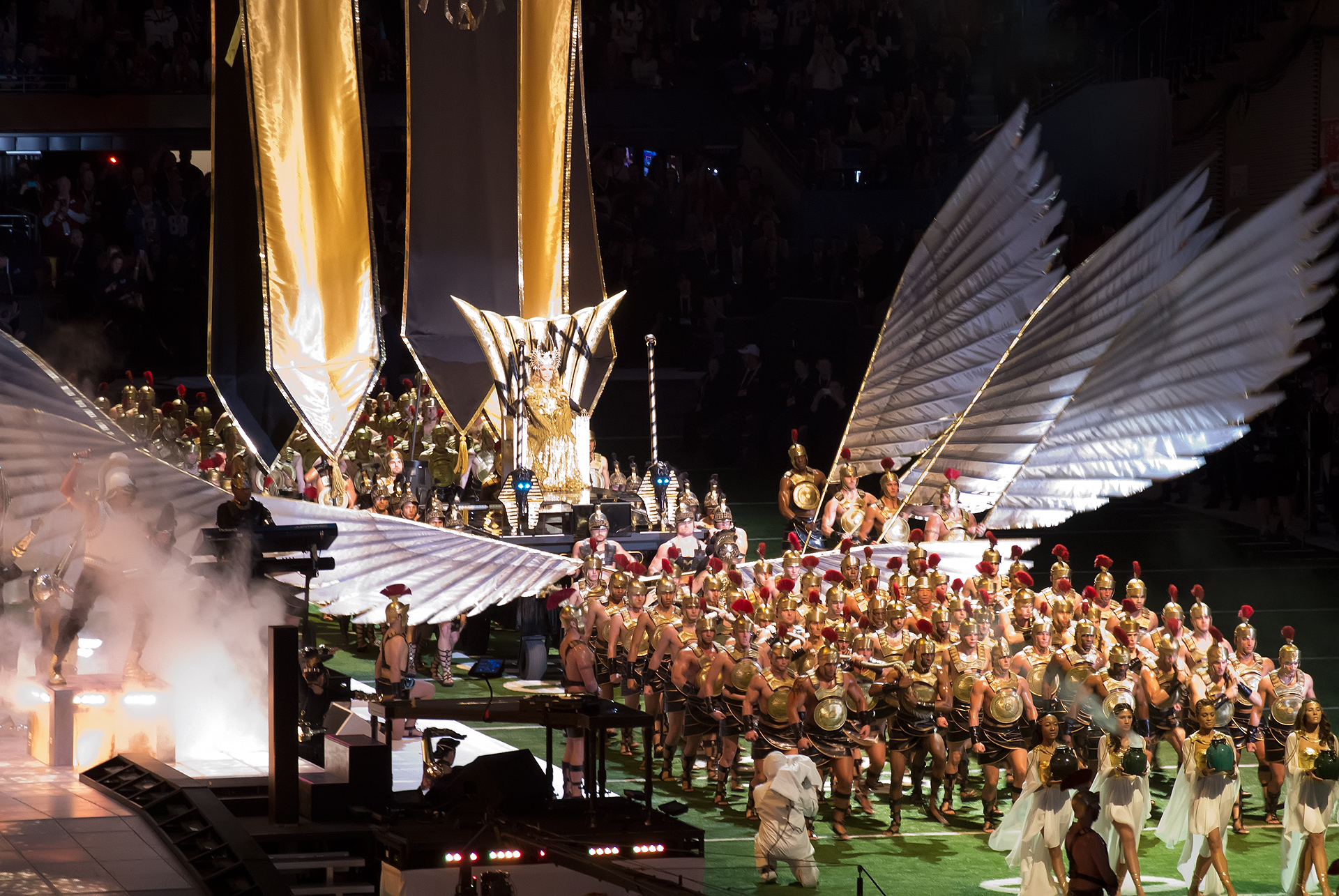
Madonna előadja a dalt a Super Bowl XLVI félidejében 2012-ben

1990. szeptember 6-án egy hónappal a Blond Ambition World Tour befejezése után Madonna megjelent az MTV Video Music Awards díjkiosztón, ahol előadta a "Vogue"-t Donna De Lory és Niki Haris közreműködésével, valamint férfi táncosok is közreműködtek a produkcióban. Az előadást másnap megismételték a Los Angeles-i AIDS negyedik éves elkötelezettségének napján a Wiltern színházban, ahol Madonnát kitüntetésben részesítették.
Carol Clerk író azt javasolta, hogy Madonna hasonlítson Marie Antoinette-hez. Egy 2015-ös interjúban Luis Cmacho és Jose Gutierez, Madonna volt táncosai kifejtették, hogy a dal témáját valójában az 1988-as Dangerous Liaisons című film adta. A VMA előadása előtt Madonna nem volt biztos abban, hogy elő kell-e adnia a "Vogue"-t, vagy a Keep It Together című dalokat, de éppen a koncertkörút vége előtt a társulattal folytatott karakterjátékok során Madonna rájött a kapcsolat "arrogáns" és arisztokratikus mivoltára, ezért elrendezte, hogy a társulat megfelelő 18. század stílusú ruhákban legyen. Madonna szintén fellépett az egyik pazar ruhában, melyet Glenn Close viselt a filmben. Camacho arra is emlékezett, hogy a társulat tagjai nagyon idegesek voltak a fellépés miatt, mivel a a show része az volt, hogy a rajongókat a levegőbe dobják, majd elkapják őket, ám a próbák során ez nem mindig sikerült. Éjszaka azonban a mozdulat hibátlanul sikerült, és Camacho szerint a táncosok annyira megkönnyebbültek, hogy spontán tapsoltak. Az előadás során Madonna és táncosai fejüket Madonna melléhez nyomta, majd egy másik a fejét Madonna szoknyája alá szorította. Összességében az előadást a Billboard közvélemény kutatás során az MTV Video Music Awards története második legjobbjaként osztályozták.
A dal szintén elhangzott a Blond Ambition, a The Girlie Show, a Re-Invention, a Sticky & Sweet, a Super Bowl, az MDNA, a Rebel Heart, a Worldpride, és a Madame X Tour részeként.
2023-ban Madonna felvette a dalt The Celebration Tour című turnéjának sorozatába.

## Feldolgozások
1992-ben a finn progresszív metál együttes a Waltari felvette a dal feldolgozását Torcha! című albumukra, mely kislemezen is megjelent, és videoklip is készült belőle. 1998-ban Britney Spears a dalt hozzáadta a ...Baby One More Time Turnén előadott dalok listájához a "Material Girl"-el együtt. A dal szerepelt a 2006-os Az ördög Pradát visel című filmben, mely a filmzene albumon első dala. Az ausztrál énekesnő Kylie Minogue is felhasználta a dalt a Homecoming, és a For You, For Me turnéján bemutatott dalának mash up-jaként a "Burning Up"-pal 2008-ban. A dalt Rihanna is előadta a Fashion Rock Show-ban 2014-ben. A dal stúdió változata kiszivárgott az Internetre.
A FOX Tv-n futó Glee sorozatban Sue Sylvester (Jane Lynch) adta elő a dalt, és a videó látható volt a 2010 márciusában bemutatott Madonna epizódban, melyben Ginger Rodgers nevét Sue Sylvesterre változtatták, és a "Bette Davis we love you" szöveg pedig "Will Schuester i hate you"-ra cserélődött. A dal az Egyesült Királyság kislemezlistáján a 106. helyen szerepelt. Beth Ditto számos élő fellépésen előadta a dalt, többek között a moszkvai Miller Party-n. Ő szintén tiszteletét fejezte ki a "Vogue" iránt egy videóval. 2014-ben Katy Perry használta fel a "Vogue" hangmintáit saját "Intertanional Smile" című dalában, a The Prismatic Világturnéján. 2015-ben Ariana Grande is előadta a dalt egy mash up keretében Chaka Khan I’m Every Woman című dalával együtt a The Honeymoon turnén.

## Hatása

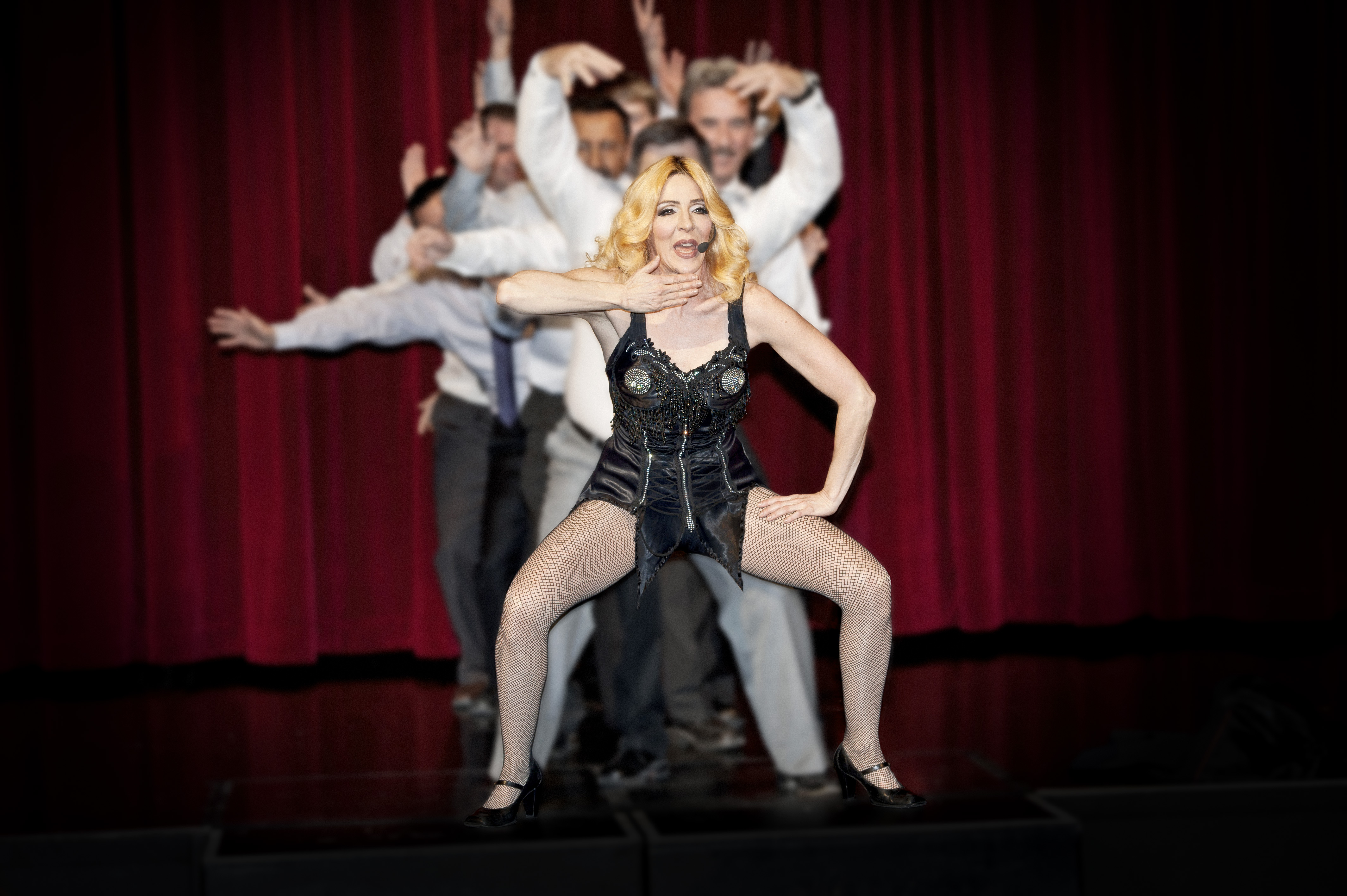
A Madonnát megszemélyesítő Voguening tánc

A dal szerepelt a Rock and Roll Hall of Fame 500 Songs Shaped Rock and Roll című könyvében is. A VH1 által szervezett 100 Legnagyobb sláger a 90-es évekből listán az 5. helyezett lett a dal. A Time magazin minden idők leghíresebb divat dalának nevezte, bár a dal nem a Vogue magazinról szól. Lucy O'Brien a Madonna: Like an Icon című könyvében részletes leírást írt a dalról, és annak hatásáról:

A "Vogue" Number One sláger lett szerte a világon, Londontól, New York-on át Bali-ig. Ez az újonnan megjelenő tánc őrület a legfelső szinten járt, ahol a klubkultúra a house zenei stílus és a techno találkozott a mainstreammel. A "Vogue" tükrözi az új hedonizmust, pozitív, vidám és teljesen befogadó.

A dal megjelenésével Madonna divatot teremtett a mainstream kultúrában. Előtte Madonna népszerűsítette a dance stílust, és a "Vogue"-t elsősorban New York-i bárokban és diszkókban játszották a meleg közönség számára. Steven Canals a Pose Tv sorozat társalkotója kijelentette: "Ha a "vogueing" történetét nézzük, és konkrétan azt az időt, amikor Madonna beillesztette ezt a mainstreambe. Ő mutatta be ezt a világot a közönségnek, akiknek ez eddig szubkultúra volt. A "Vogueing" azóta világszerte kiemelkedő táncformává vált, és sok előadó követi Madonna lépéseit, többek között Beyoncé, Rihanna, Ariana Grande, és Azealia Banks is, akik elfogadták ezt a táncstílust, beépítve ezzel zenei videóikba és előadásukba.
A dallal megjegyzendő, hogy a house zene beépült a népszerű mainstream pop zenébe is, valamint a frissítő diszkó zene után egy évtizeddel kereskedelmileg elhalt. Erick Henderson a Slant magazintól elmondta, hogy a dal alapvető szerepet játszott abban, hogy kialakuljon a diszkó revivalizmus, lehetővé téve a megosztott meleg műfaj újbóli szárnyalását a house zene összefüggésében. A műfaj a diszkó második életévé vált. Sal Cinquemani azt írta, hogy a dal még inkább lenyűgözővé teszi hatását, és felteszi a kérdést: Ha a diszkó műfaj évtizedekkel korábban meghalt, mi a fene volt ez a nagy meleg fuscia drag-quen táncos dal, mely egy hónapig a toplista élén szerepelt?
A "Vogue" inspirálta a Villámcsődület szervezeteket az Egyesült Államokban. 2015-ben a ritmikus gimnasztika csoport Ukrajnában felhasználta a dalt 6 klubjában, melynek célja a 2016-os nyári Riói olimpián való részvétel volt.

## Számlista
| US 7-inch single, Cassette single / Japanese 3" CD single (5439-19863-7/4 / WPDP-6227) 1. "Vogue" (Single Version) – 4:19 2. "Vogue" (Bette Davis Dub) – 7:26 UK / European 7-inch single, Cassette single (W9851, W9851C) 1. "Vogue" (Single Version) – 4:19 2. "Keep It Together" (Single Remix) – 4:31 US CD maxi-single (7599-21513-2) 1. "Vogue" (Single Version) – 4:19 2. "Vogue" (12-inch version) – 8:25 3. "Vogue" (Bette Davis Dub) – 7:26 4. "Vogue" (Strike-A-Pose Dub) – 7:36 US 12-inch maxi-single (7599-21513-0) 1. "Vogue" (12-inch version) – 8:25 2. "Vogue" (Bette Davis Dub) – 7:26 3. "Vogue" (Strike-A-Pose Dub) – 7:36 | UK CD single, 12-inch single, 12-inch Picture Disc / European CD single, 12-inch single (W9851CD, W9851T, W9851TP / 7599-21525-2/0) 1. "Vogue" (12-inch Version) – 8:25 2. "Keep It Together" (12-inch Remix) – 7:50 UK Limited Edition 12-inch with X-Rated poster (W9851TX, 7599-21544-0) 1. "Vogue" (12-inch version) – 8:25 2. "Vogue" (Strike-A-Pose Dub) – 7:36 Japanese CD EP (WPCP-3698) 1. "Vogue" (12-inch version) – 8:25 2. "Vogue" (Bette Davis Dub) – 7:26 3. "Vogue" (Strike-A-Pose Dub) – 7:36 4. "Hanky Panky" (Bare Bottom 12-inch Mix) – 6:36 5. "Hanky Panky" (Bare Bones Single Mix) – 3:52 6. "More" (Album Version) – 4:58 Canadian 7-inch single (91 98637) 1. "Vogue" (Single Version) – 4:19 2. "Vogue" (Bette Davis Dub) – 7:24 |

## Slágerlista
| Slágerlista (1990–1991)                | Legjobb helyezések |
| -------------------------------------- | ------------------ |
| Ausztrália (ARIA)                      | 1                  |
| Ausztria (Ö3 Austria Top 40)           | 7                  |
| Belgium (Ultratop 50 Flanders)         | 2                  |
| Kanada Top Singles (RPM)               | 1                  |
| Kanada Adult Contemporary Tracks (RPM) | 6                  |
| Kanada (Dance/Urban)                   | 1                  |
| Denmark (IFPI)                         | 3                  |
| Europe (European Hot 100 Singles)      | 1                  |
| Finland (Suomen virallinen lista)      | 1                  |
| Franciaország (Single Top 100)         | 9                  |
| Németország (Media Control Charts)     | 4                  |
| Greece (IFPI)                          | 1                  |
| Írország(IRMA)                         | 3                  |
| Italy (Musica e dischi)                | 1                  |
| Japan (Oricon)                         | 1                  |
| Hollandia (Top 40)                     | 2                  |
| Hollandia (Single Top 100)             | 2                  |
| Új-Zéland (Recorded Music NZ)          | 1                  |
| Norvégia (VG-lista)                    | 1                  |
| Poland (LP3)                           | 1                  |
| Portugal (AFP)                         | 1                  |
| Spain (AFYVE)                          | 1                  |
| Svédország (Sverigetopplistan)         | 1                  |
| Svájc (Schweizer Hitparade)            | 2                  |
| Egyesült Királyság (UK Singles Chart)  | 1                  |
| US Billboard Hot 100                   | 1                  |
| US Adult Contemporary (Billboard)      | 1                  |
| US Hot Dance Club Songs (Billboard)    | 1                  |
| US Hot Dance Singles Sales (Billboard) | 1                  |
| US Hot R&B/Hip-Hop Songs (Billboard)   | 16                 |

| Slágerlista (1990)                   | Helyezések |
| ------------------------------------ | ---------- |
| Australia (ARIA)                     | 3          |
| Belgium (Ultratop 50 Flanders)       | 17         |
| Canada Top Singles (RPM)             | 4          |
| Canada Adult Contemporary (RPM)      | 52         |
| Canada Dance/Urban (RPM)             | 1          |
| Europe (European Hot 100 Singles)    | 2          |
| Germany (Official German Charts)     | 19         |
| Netherlands (Dutch Top 40)           | 33         |
| Netherlands (Single Top 100)         | 22         |
| New Zealand (Recorded Music NZ)      | 3          |
| Switzerland (Schweizer Hitparade)    | 12         |
| UK Singles (Official Charts Company) | 8          |
| US Billboard Hot 100                 | 5          |

| Slágerlista (1990–1999) | Helyezés |
| ----------------------- | -------- |
| US Billboard Hot 100    | 93       |

| Slágerlista (1958–2018) | Helyezés |
| ----------------------- | -------- |
| US Billboard Hot 100    | 197      |

## Minősítések
| Ország                       | Minősítés  | Eladás    |
| ---------------------------- | ---------- | --------- |
| Ausztrália (ARIA)            | 2x platina | 140.000   |
| Kanada (Music Canada)        | platina    | 100.000   |
| Franciaország (SNEP)         | ezüst      | 220.000   |
| Japán (Oricon Charts)        |            | 52.370    |
| Új-Zéland (RMNZ)             | arany      | 5.000     |
| Egyesült Királyság (BPI)     | platina    | 663.000   |
| Egyesült Államok (RIAA)      | 2x platina | 2.000.000 |
| Digitális                    |            |           |
| Brazília (PRO-Música Brasil) | arany      | 100.000   |
| Egyesült Államok             |            | 311.000   |